# Lysandra burgalesa
Lysandra burgalesa är en fjärilsart som beskrevs av Ramon Agenjo Cecilia 1956. Lysandra burgalesa ingår i släktet Lysandra och familjen juvelvingar. Inga underarter finns listade i Catalogue of Life.